# Nesofregetta fuliginosa
La golondrina de mar de garganta blanca (Nesofregetta fuliginosa), también conocida como paíño gorgiblanco o golondrina de mar polinésica, es una especie de ave marina en la familia Oceanitidae. Pertenece al género monotípico Nesofregetta. Notablemente polimorfo, varias subespecies fueron descritas, y algunos individuos pequeños fueron considerados en algún momento como una especie aparte. Actualmente no es aceptada ninguna subespecie.

## Distribución
Se encuentra en isla Salas y Gómez, Polinesia Francesa, Kiribati, Nueva Caledonia, Vanuatu, posiblemente Samoa Americana, Fiyi y Samoa. Sus hábitats naturales son mares abiertos, nidificando en islas e islotes de orillas rocosas y arenosas. Tiene una población muy pequeña y fragmentada que se encuentra en franca disminución, lo que se presenta como consecuencia clara de la amenaza de especies invasoras en su hábitat, especialmente de mamíferos como ratas, gatos y conejos, manteniéndose como una especie amenazada pese a los intentos de erradicación de dichos depredadores.